# S.A. Chakraborty
Shannon A. Chakraborty (New Jersey, 7 december 1985) is een Amerikaans schrijfster van historische fantasy en speculatieve fictie. Ze brak in 2017 door met de Daevabad-trilogie.

## Biografie
Chakraborty is geboren en getogen in New Jersey uit katholieke ouders en bekeerde zich in haar tienerjaren tot de islam.
Chakraborty studeerde geschiedenis van het Midden-Oosten en internationale betrekkingen in de Verenigde Staten en Caïro (Egypte). Na het afronden van haar studies schreef ze De bronzen stad (The City of Brass), het eerste boek van de Daevabad-trilogie, dat in 2017 werd gepubliceerd en een internationale bestseller werd. Haar werk is vertaald in meer dan een dozijn talen waaronder het Nederlands en werd genomineerd voor de Hugo Award, Locus Award, World Fantasy Award, Crawford Award en de Astounding Award for Best New Writer.

### Daevabad-trilogie
1. The City of Brass (2017) (nl: De bronzen stad) ISBN 9789022594452
2. The Kingdom of Copper (2019) (nl: De koperen koning) ISBN 9789022594711
3. The Empire of Gold (2020) (nl: Het gouden rijk) ISBN 9789022594728

### Schip Marawati-serie
1. The Adventures of Amina al-Sirafi (2023) (nl: De avonturen van Amina al-Sirafi)

### Korte fictie
1. The Djinn (2011) (als S. Ali), gepubliceerd in Expanded Horizons nr. 29, juni 2011
2. Yerushalom (2011) (als S. Ali), gepubliceerd in Crossed Genres nr. 31, juli 2011
3. Bilaadi (2012) (als S. Ali), gepubliceerd in The Future Fire februari 2012

### Collecties
1. The River of Silver: Tales from the Daevabad Trilogy (2022)

## Verfilming
In mei 2020 werd aangekondigd dat het Amerikaanse film- en televisiebedrijf Complete Fiction de Daevabad-trilogie gaat omzetten in een televisieserie voor Netflix.